# Aeropuerto de Tuktoyaktuk-Gruben
El Aeropuerto de Tuktoyaktuk-Gruben (del inglés: Tuktoyaktuk/James Gruben Airport) (IATA: YUB, OACI: CYUB) está ubicado cercano a Tuktoyaktuk, Territorios del Noroeste, Canadá. 
Este aeropuerto es clasificado por NAV CANADA como un puerto de entrada y es servido por la Canada Border Services Agency. Los oficiales de la CBSA pueden atender aviones de hasta 15 pasajeros. 
Este aeropuerto fue nombrado en honor a James Gruben un piloto bush/empresario local que falleció en la vía de hielo de Inuvik a Tuktoyaktuk el 13 de abril de 2001. 

## Aerolíneas y destinos
- Kenn Borek Air
  -  Aklak Air
    - Inuvik / Aeropuerto de Inuvik